# Ceratocilia
Ceratocilia is een geslacht van vlinders van de familie van de grasmotten (Crambidae), uit de onderfamilie van de Spilomelinae. De wetenschappelijke naam en de beschrijving van dit geslacht werden in 1956 voor het eerst gepubliceerd door Hans Georg Amsel. Amsel was van mening dat Botys liberalis Guenée, 1854 uit Brazilië niet tot het geslacht Botys behoorde, maar tot een op dat moment nog onbekend geslacht. Hij beschreef daarom dit geslacht op basis van de kenmerken van deze soort. Zodoende wordt Botys liberalis als de typesoort van dit geslacht beschouwd.

## Soorten
- Ceratocilia damonalis (Walker, 1859)
- Ceratocilia falsalis (Schaus, 1912)
- Ceratocilia femoralis (Hampson, 1912)
- Ceratocilia gilippusalis (Walker, 1859)
- Ceratocilia liberalis (Guenée, 1854)
- Ceratocilia maceralis (Walker, 1859)
- Ceratocilia pallidipuncta (Dognin, 1905)
- Ceratocilia sixolalis (Schaus, 1912)